# 不丹部長會議
部长会议（ 宗卡語 ：ལྷན་རྒྱས་གཞུང་ཚོགས་； 威利轉寫 ： lhan-rgyas gzhung-tshogs ）是不丹的政府行政部門，由不丹第四任国王吉格梅·辛格·旺楚克于 1999 年创立。

## 历史
1999年之前，不丹内阁由部长会议组成，由國王吉格梅·辛格·旺楚克領導。 1999年，因應民主化的要求，国王解散了现有内阁，退出了參與內閣决策的职务，並提名六名新部长，送交国民议会，後續經過投票通過成为新部长，部長會議一词也因此诞生，部長會議主席由这六名部长中选出，主席的职务由成员轮流担任，每位的任期为一年。
1999年7月26日，国民议会根据国王的建议颁布了《部長會議法案》。 根据该法案，行政权力完全移交给新的部長會議。最初，部長會議没有首相，而是由主席领导，后来主席的职位被取消，才由首相一職取代。部長會議的组成也與以往不同：現今部長會議由部长、皇家顾问委员会成员和噶伦成员组成。当选部长必须是在不丹出生的公民，且不得与外国人结婚，必须已经担任过王国政府秘书或更高级别等高级政府职位才可擔任。 候选人由国王提名，并透過国民议会间接选举產生。 

## 现今的部長會議
根据不丹宪法第20条，行政权由部長會議把持，而部長會議由首相领导。部长的数量取决于提供有效和良好治理所需的部門数量，但增减任何部門必须得到國会批准。部長會議必须在履行職務时向国王提供协助和建议，但国王可以要求部長會議重新考虑此建议。首相必须時不时向国王通报国家與國際事务，且必须提交国王要求的訊息和資料。 
部長會議的職權包括：1. 评估国家和社会的发展以及国内外事件所引發的事态變化；2. 确定国家的發展目标并确保实现目标所需的资源；3. 规划和协调政府政策實施細節，并确保政策順利執行；4. 在国内外代表王国。 部長會議需对国王和议会负责。行政部門不得发布任何与不丹法律不一致、修改、改变或取代不丹法律的行政命令、通令、规则或通知。 
目前，部長會議有 10 名成员，他们被称为「倫布（Lyonpos）」，並配戴着一条橙色披巾。首相是政府首脑，由人民通过每五年舉行一次的两轮全国选举直接选举产生。 不丹於2008年首次举行民主选举，最近一次选举于 2023 年举行，不丹现任首相为策林·托傑，任期五年。

## 部門
農業部轄下部門：
- 农业部
- 森林和公园服务部
- 畜牧部
- 农业营销与合作部
- 不丹农业和食品管理局
- 国家生物多样性中心
- 农村发展培训中心

農業部所属的国營企业有：
- 绿色不丹有限公司
- 农业机械股份有限公司
- 不丹畜牧发展有限公司

经济部轄下部門：
- 贸易部
- 工业部
- 智慧財產權部
- 地质矿产部
- 水文气象服务部
- 可再生能源部
- 水电与电力系统部
- 家庭及小型工业部
- 消费者保护办公室

教育部轄下部門：
- 成人与高等教育部
- 学校教育部
- 青年文化体育部

财政部轄下部門：
- 援助和债务管理部
- 国家预算部
- 国家财产部
- 公共会计部
- 税务海关总署
- 宏观经济部

外交部轄下部門：
- 双边事务部
- 多边事务部
- 礼宾部

卫生部负责：
- 公共卫生部
- 公共服务部
- 医疗用品和卫生基础设施部
- 传统医学部
- 服务部

内政和文化事务部轄下部門：
- 法律与秩序局
- 民事登记和人口普查部
- 文化与遗产部
- 移民部
- 地方治理部

訊息通訊部轄下部門：
- 不丹訊息通訊和媒体管理部
- 民航部
- 訊息传媒部
- 訊息技术部
- 道路安全和运输管理局
- 不丹广播电台
- 不丹邮政
- 不丹电信
- 不丹皇家航空
- 庫恩賽爾（英语：Kuensel）報社公司

勞動和人力资源部轄下部門：
- 就业部
- 人力资源部
- 劳工部
- 职业标准部

工程和人类社区部轄下部門：
- 道路部
- 城市建设与工程服务部
- 城市发展与工程服务部
- 标准和品質控制局